# Edgar P. Jacobs
Edgard Félix Pierre Jacobs (30. marec 1904 – 20. februar 1987), bolje poznan pod svojim psevdonim Edgar P. Jacobs, je bil belgijski stripar (pisatelj in umetnik), rojen v Bruslju v Belgiji. Bil je eden od ustanoviteljev evropskega stripa, s sodelovanjem s Hergéjem in s serijo risoromanov, z naslovom Blake in Mortimer, zaradi katerih je postal slaven.

## Biografija
Edgar Félix Pierre Jacobs se je rodil v Bruslju leta 1904. Z risanjem je začel še zelo zgodaj v svojem otroštvu. Njegova resnična ljubezen je bila predvsem dramska umetnost in opera. Leta 1919 je končal trgovsko šolo, kamor so ga poslali starši, in si prisegel, da ne bo nikoli delal v pisarni. V prostem času je še naprej risal, svojo največjo pozornost je usmeril v glasbeni in dramski trening. V operi je prevzemal občasna dela, vključno z dekoracijo, scenografijo in slikanjem, včasih pa je bil tudi zaposlen, kot statist. Leta 1929 je prejel letno belgijsko vladno medaljo za odličnost v klasičnem petju. Finančna sreča ni sledila, saj je velika depresija zelo prizadela bruseljsko umetniško skupnost.
Po karieri statista in baritonskega pevca v opernih produkcijah med letoma 1919 in 1940 v Bruslju in Lilleu, ki so jo prekinjale majhne risarske komisije, se je Jacobs trajno usmeril v ilustracijo, risanje komercialnih ilustracij in v sodelovanje v otroškem tedenskem stripovskem časopisu Bravo do leta 1946, potem ko ga tja predstavil Jacques Laudy. Ta revija ali periodična publikacija je bila uspešna, saj je na trenutke dosegla do 300.000 naklade.
Ko so ameriški strip Flash Gordon med drugo svetovno vojno v Belgiji prepovedale nemške okupacijske oblasti, so ga prosili, naj napiše konec stripa, da bi bralcem priskrbel zaključek. Nemška cenzura je to nadaljevanje prepovedala po samo nekaj tednih. Jacobs je nato objavil svoj prvi strip v Bravu, Le Rayon U (U žarek), večinoma v istem Flash Gordon slogu.
Približno v tem času je postal scenski slikar za gledališko priredbo Hergéjevih Faraonovih cigar. Čeprav je igra doživela le skromen uspeh, ga je pripeljala v stik s Hergéjem in oba sta hitro postala prijatelja. Kot neposreden rezultat je pomagal Hergéju pri barvanju črno-belih stripov Skrivnostne zvezde, objavljenih v Le Soirju, zaradi priprave na izdajo knjige leta 1942, od leta 1944 pa mu je pomagal pri prenovi njegovih prejšnjih albumov Tintin v Kongu, Tintin v Ameriki, Otokarjevo žezlo in Sinji lotos za izdajo knjig v barvni obliki. Po projektu je še naprej neposredno prispeval tako v risbi kot tudi zgodbi za novi Tintinov dvojni album Sedem kristalnih krogel / Sončev tempelj. Jacobs se je kot ljubitelj opere odločil, da bo Hergéja vzel s seboj na koncert. Hergé ni maral opere, ampak je vseeno desetletja svojega prijatelja Jacobsa nežno častil s pomočjo operne pevke Biance Castafiore, pomožnega lika v Tintinu in njegovih pustolovščinah. Hergé mu je dal tudi drobne mini vloge v Tintinovih pustolovščinah, včasih pod imenom Jacobini, na primer v Zadevi Sončnica, kjer je Jacobini ime opernega pevca, ki ga oglašujejo kot glavno vlogo ob La Castafiore v Gounodovem Faustu, in kot mumificiranega egiptologa na naslovnici faraonskih cigar, kot tudi v poznejših različicah. V intervjuju za BBC leta 1977 (izšel 2016 na Witness radijskem programu/podcastu), je Hergé izjavil, da je Jacobs del njegovega navdiha za glavnega junaka kapitana Haddocka: "On [Jacobs] je podoben kapitanu Haddocku, poln gibanja... padajoč v ... jezo. "
Leta 1946 je bil Jacobs del ekipe, ki jo je Raymond Leblanc zbral okrog nove franko-belgijske stripovske revije Tintin, kjer je 26. septembra izšla njegova zgodba Le secret de l'Espadon (Skrivnost mečarice), prva v seriji Blake in Mortimer.
Leta 1947 je Jacobs zaprosil, da bi z Hergéjem delil zasluge za Tintina in njegove pustolovščine. Ko je Hergé odklonil, je njuno sodelovanje nekoliko usahnilo. Hergé je še vedno ostal prijatelj, in tako kot pred tem se je serija Blake et Mortimer serijsko nadaljevale v reviji Tintin. Leta 1950 je Jacobs objavil Skrivnost velike piramide. Kmalu so sledile še mnoge druge objave. Jacobs je leta 1970 končno objavil prvi zvezek Tri formule profesorja Satoja, ki je bil uprizorjen na Japonskem.
Leta 1973 je preoblikoval svoj prvi zvezek Le Rayon U in napisal svojo avtobiografijo pod naslovom Un opéra de papier: Les mémoires de Blake et Mortimer. Nato je napisal scenarij za drugo epizodo Les Trois Formules du Professeur Sato, vendar je umetniško delo ob njegovi smrti ostalo nedokončano. Dokončani zvezek, ki je izšel leta 1990, je izdelal Bob de Moor.
Jacobs ima v njegov spomin narejeni dve sfingi. Ena od njih je v Bois des Pauvres v bližini Bruslja, kjer je nekdaj stal njegov dom, druga pa nad njegovo grobnico na pokopališču Lasne, prav tako v bližini Bruslja. Pokopališka sfinga ima brado, njegov obraz pa je precej podoben Filipu Mortimerju, glavnemu junaku večine Jacobsovih zvezkov.
Jacobsov slog se zelo razlikuje od enega do drugega zvezka. Vendar pa obstaja veliko skupnih značilnost s podzemeljskim slogom in stalnim slogom risanja Ligne claire.

## Nagrade
- 1971: Velika nagrada svetega Mihaela, Belgija[5]